# Hemingwaya
Hemingwaya sarissa ist ein ausgestorbener Meeresfisch aus der Überfamilie der Schwertfischverwandten (Xiphioidea) und deren ältester bisher bekannter Vertreter. Fossile Überreste der Art, die auf das späte Paleozän datiert wurden, wurden in Turkmenistan gefunden. Hemingwaya sarissa wurde einer neu aufgestellten Familie zugeordnet, den Hemingwayidae, die die Schwestergruppe der rezenten Speerfische (Istiophoridae) sein soll. Der Gattungsname wurde zu Ehren des US-amerikanischen Schriftstellers Ernest Hemingway vergeben, der in seiner Novelle Der alte Mann und das Meer den Fang eines riesigen Marlins durch einen alten kubanischen Fischer beschrieb. Das Art-Epitheton leitet sich von der Sarissa ab, einem Spieß, der in der Antike von makedonischen und hellenistischen Heeren eingesetzt wurde.

## Merkmale
Hemingwaya sarissa ähnelte einem juvenilen Exemplar des rezenten Fächerfischs (Istiophorus platypterus), hatte einen langgestreckten Körper und wurde 30 bis 40 cm lang. Fast die gesamte Rumpflänge nahm eine hohe und sehr lange erste Rückenflosse und eine ebenso hohe und nur wenig kürzere erste Afterflosse ein. Die zweite Rückenflosse und die zweite Afterflosse waren sehr niedrig und kurz. Die erste Afterflosse setzte weit vorn an, unterhalb des achten Wirbels. Davor lag der Anus. Die Brustflossen waren klein, Bauchflossen fehlten. Ober- und Unterkiefer waren stark verlängert. Das Oberkieferrostrum wurde von der Prämaxillare gebildet. Der Unterkiefer war nur wenig kürzer als das Oberkieferrostrum. Beide Kiefer waren mit kleinen, bürstenartigen Zähnen besetzt. Das Schwanzflossenskelett besaß zwei getrennte Hypuralia, die Schwanzflosse war gegabelt. Von den insgesamt 30 bis 40 Wirbeln stützten 15 bis 20 das Abdomen und 15 bis 20 den Schwanzflossenstiel. Die letzten fünf oder sechs Wirbel des Schwanzflossenstiels hatten seitliche Parapophysen. Der Kopf hinter den Orbita und die Körperseiten waren von sechs Längsreihen von Schuppen bedeckt.

## Lebensweise
Die Autoren der Erstbeschreibung vermuten, dass Hemingwaya das Epipelagial bewohnte und nicht in größeren Tiefen vorkam. Der Fisch soll kein sehr aktiver Schwimmer gewesen sein, sondern in der Strömung treibend, nur seine Nahrung in einem schnellen, kurzen Vorstoß erbeutet haben.